# 税吏の祈祷
税吏の祈祷（ロシア語: Молитва мытаря）とは、ルカによる福音書18章9節 - 14節にある、税吏による祈祷を元にした正教会の短い祈祷文。
正教会の、自室で行われる私祈祷において、朝、目覚めた後、十字を描いて「父と子と聖神 の名に因る。アミン」と唱えてから、感覚の鎮まりと、思いが地上から離れるのを待ってから、最初に唱えられる祈祷となっている。聖体礼儀中にも司祭が唱える場面がある。
税吏の祈祷の出所となっているイイスス・ハリストス（イエス・キリスト）のたとえ話では、税吏の祈りとファリセイ（パリサイ人）の祈りが対比されている。ファリセイは自分の考え方を変えようとはせず、ひとりよがりで、自己満足し、神が自分の内に生きるための場所を全く用意していなかった。これに対して、税吏は心を向け換えること、悔い改めを求めた。これは税吏が自己に不満足であり、神が生きる部屋がそこにあった事を意味する。
税吏とファリセイの譬は、正教会の大斎の準備期間にある「税吏とファリセイの主日」で特に記憶される。これは税吏の隠れた内面的貧しさを学び取らなければ、斎の実りを得る事は出来ない事を主題としている。